# من العمل نفسه

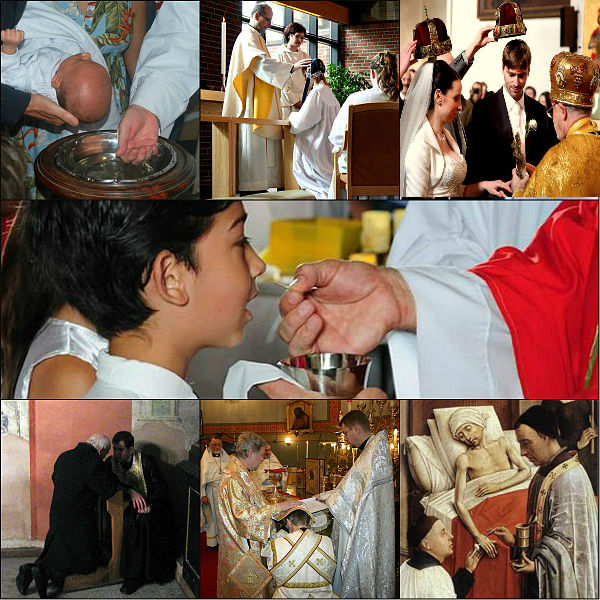
الاسرار السبعة للكنيسة

من العمل نفسه (هي عبارة لاتينية Ex opere Operato) وعقيدة كاثوليكية تعني بفعل الفعل. والتي تشير إلى ان أسرار الكنسية لا تستمد فعاليتها من الكاهن أو المُتلقي، ولكن من السر نفسه، بغض النظر عن صلاح أو مزايا الكاهن أو المُتلقي.

طالما يتم تنفيذ السر بشكل صحيح من قبل الكاهن, بغض النظر عن مدى صلاحه أو تقواه, فإنه يصبح قناة لنقل نعمة الله إلى المتلقي. وبالمثل، فإن إيمان أو استعداد المتلقي ليس شرطًا مسبقًا لتلقي النعمة، على الرغم من أهميتها للاستفادة الكاملة من السر.